# Kristianstad (cidade)
Kristianstad (em sueco: Kristianstad; pronúncia /krɪˈɧǎnːsta/;  ouça a pronúncia) é uma cidade da província histórica da Escânia, no sul da Suécia.
Está situada a 95 km a nordeste da cidade de Malmö.
Tem cerca de 35 711 habitantes  e é a sede do município de Kristianstad, no condado da Escânia, situado no sul da Suécia.

## Clubes
- Kristianstads DFF - Clube de futebol feminino

## Património
- Escola Superior de Kristianstad (Högskolan Kristianstad)

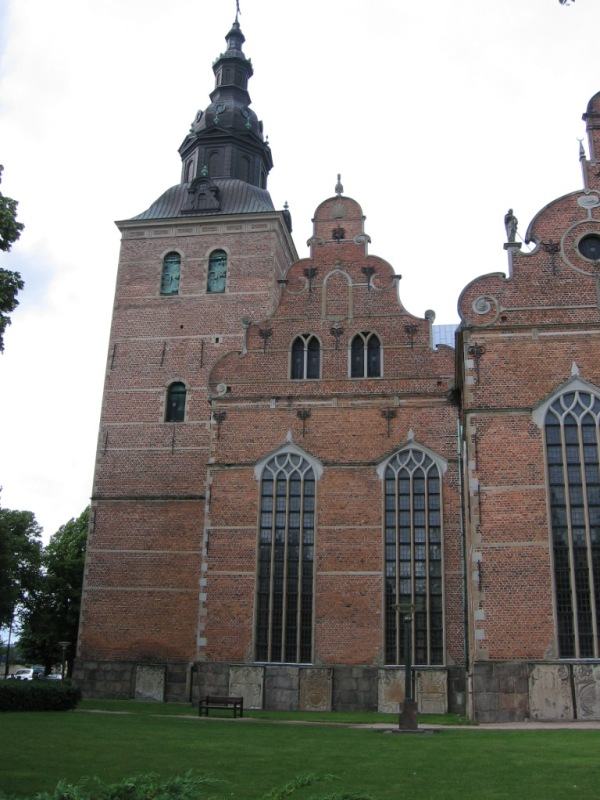
A Igreja da Santíssima Trindade (Heliga Trefaldighetskyrkan)
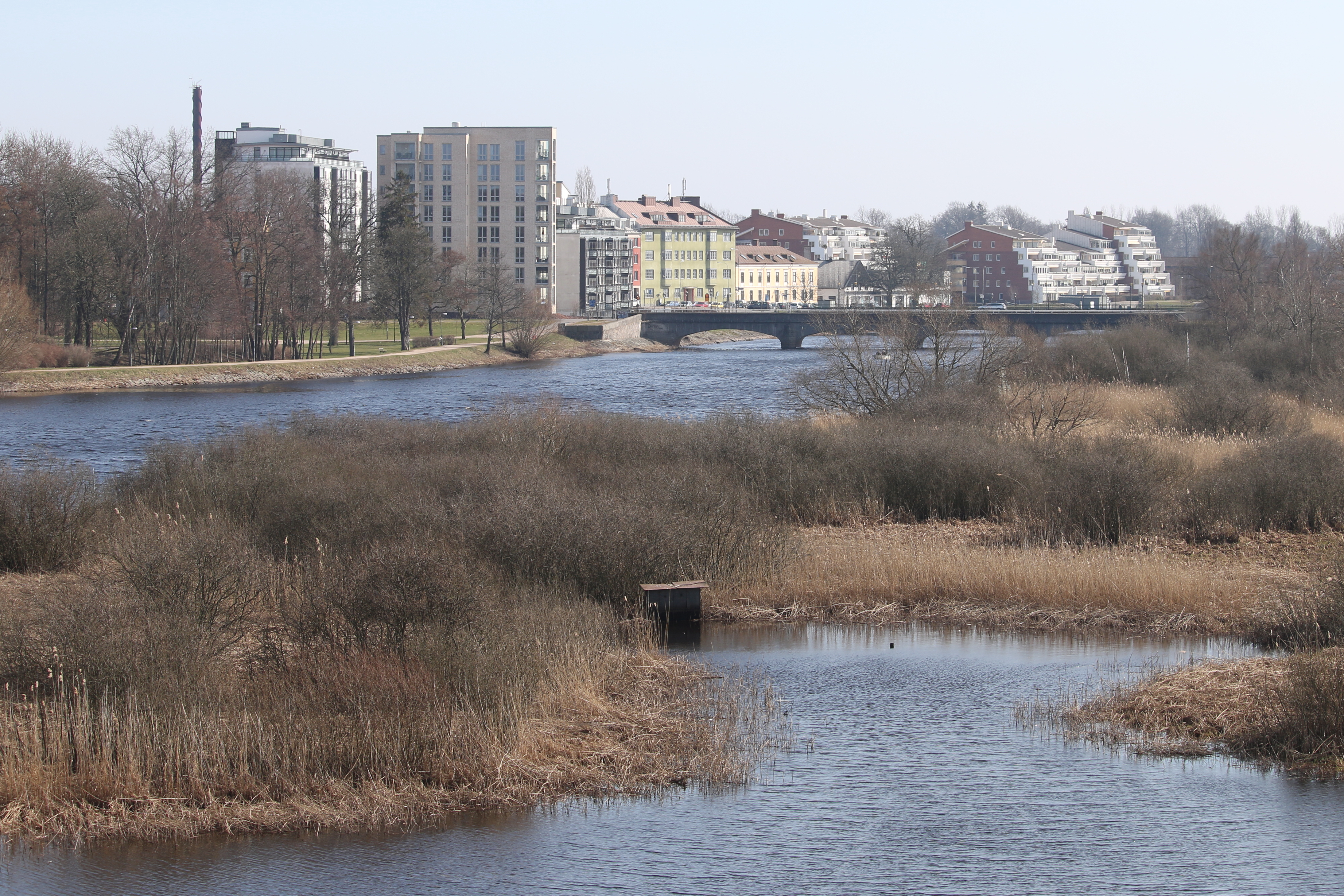
O rio Helge (Helge å) junto à cidade
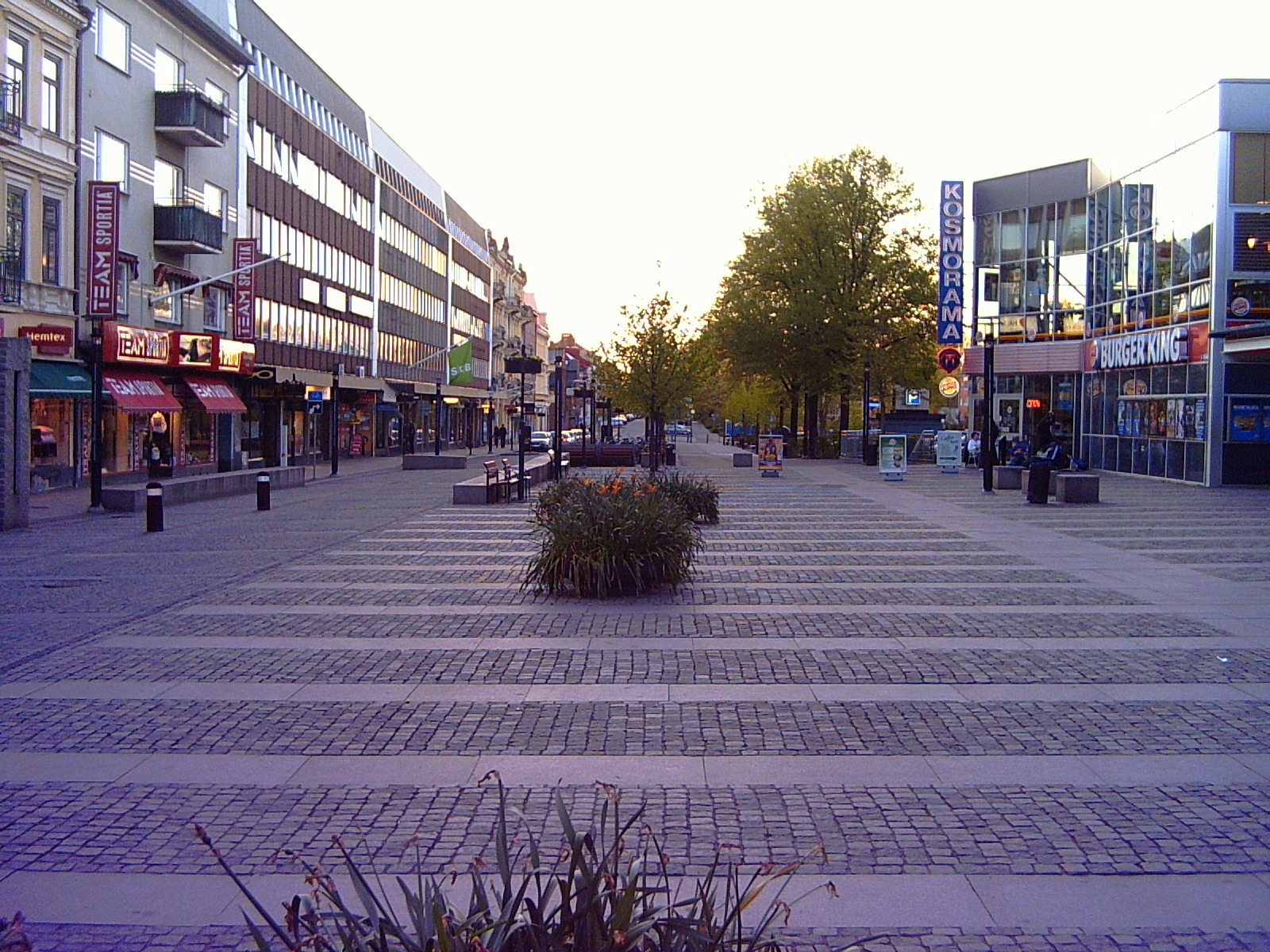
O centro da cidade
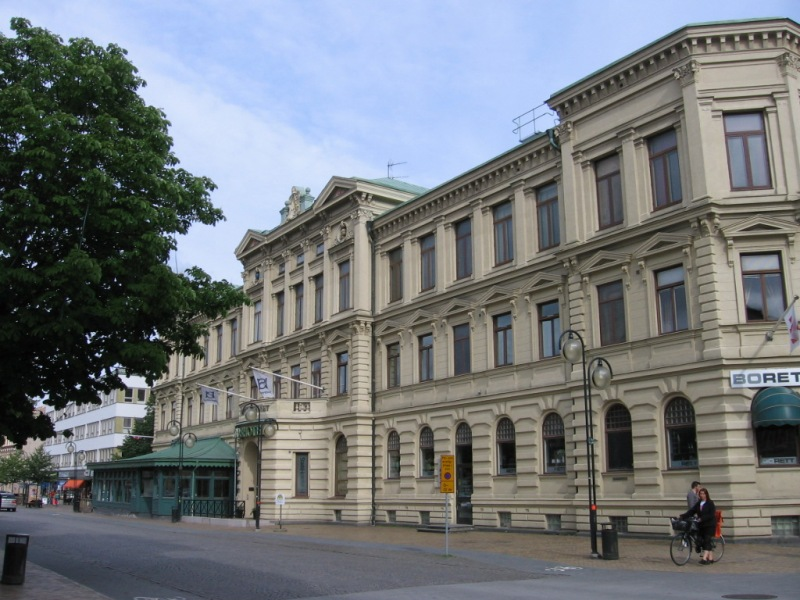
O hotel da cidade (Stadshotellet)